# ۴۲۰ (قمری)
۴۲۰ (قمری)، چهارصد و بیستمین سال در گاهشماری هجری قمری است. اول محرم این سال برابر با بیست و ششم ژانویه سال ۱۰۲۹ میلادی است.

## وابسته
- آلپ ارسلان
- سید رضی
- اخسیکت
- منوچهر پسر قابوس